# David Hernandez (mathématicien)
Pour les articles homonymes, voir Hernandez.
David Hernandez, né le 5 septembre 1978 à Évry (Essonne), est un mathématicien français. Il est professeur à l'université Paris-Diderot.

## Biographie
Classé premier au concours d'entrée de l'École polytechnique en 1998, David Hernandez opte pour l'École normale supérieure où il s'est classé deuxième.
Il soutient en 2004 une thèse dirigée par Marc Rosso à l'université Pierre-et-Marie-Curie et l'École normale supérieure (Représentations des algèbres affinisées quantiques : q,t-caractères et produit de fusion). De 2005 à 2010, il est chargé de recherche au CNRS. Il soutient son habilitation en 2009 à l'université  Pierre-et-Marie-Curie (Autour des représentations des algèbres quantiques : géométrie, dualité de Langlands et catégorification des algèbres cluster). Hernandez est nommé professeur à l'université Paris-Diderot en 2010. Il a fait plusieurs séjours à l'étranger, notamment l'université de Californie à Berkeley.
Hernandez a également enseigné à l'École polytechnique.

## Recherche
David Hernandez travaille sur les  groupes quantiques, les algèbres amassées (en), les algèbres de Lie de dimension infinies (algèbres de Kac-Moody affines), leur théorie des représentations et leurs relations avec la physique mathématique et la géométrie algébrique.

## Prix et distinctions
En 2013, David Hernandez reçoit le Grand Prix Jacques Herbrand. Hernandez est nommé à l'Institut universitaire de France en 2015. De 2015 à 2020, il est coordinateur du projet ERC Consolidator Grant QAffine,. 

## Publications (sélection)
- David Hernandez et Yves Laszlo, Introduction à la théorie de Galois, Palaiseau, Les Éditions de l'École polytechnique, 2012, 226 p. (ISBN 978-2-7302-1593-0, zbMATH 1281.12001, présentation en ligne)[9].

- David Hernandez, « Avancées concernant les R-matrices et leurs applications (d'après Maulik-Okounkov, Kang-Kashiwara-Kim-Oh) », Séminaire Bourbaki 69e année, 2016/2017  numéro 1129 et Astérisque, vol. 2016/2017,‎ 2017 (lire en ligne).

- Edward Frenkel et David Hernandez, « Langlands duality for representations of quantum groups », Mathematische Annalen, vol. 349,‎ 2011, p. 705-746 (arXiv 0809.4453).
- Edward Frenkel et David Hernandez, « Langlands duality for finite-dimensional representations of quantum affine algebras », Lett. Math. Phys., vol. 96,‎ 2011, p. 217-261 (arXiv 0902.0447).

- David Hernandez et Bernard Leclerc, « Cluster algebras and quantum affine algebras », Duke Mathematical Journal, vol. 154,‎ 2010, p. 265–341 (arXiv 0903.1452).

- David Hernandez, « Kirillov-Reshetikhin conjecture: the general case », International Mathematics Research Notices, vol. 2010, no 1,‎ 2010, p. 149–193 (DOI 10.1093/imrn/rnp121, arXiv 0704.2838).

- David Hernandez, « Polynômes, représentations et systèmes quantiques », Échos de la recherche, sur images.math.cnrs.fr, Images des mathématiques CNRS, 22 juillet 2014 (consulté le 21 décembre 2018).